# 美国船级社
美国船级社（American Bureau of Shipping，縮寫為ABS）是一家总部设于美国得克萨斯州休斯敦的非營利社團法人船级社。它成立于1862年，与英国劳艾德船级社（Lloyd's Register, LR）、挪威船级社（DNV）并称为船级社“三巨头”。
美国船级社除了它的美国总部外，在伦敦、上海和新加坡还设有地区性总部，并且在70余个国家设有办事处。